# Elias Kachunga
Elias Kachunga (Köln, 1992. április 22. –) német születésű, kongói DK válogatott labdarúgó, a Cambridge United csatára.